# Stepanivka, Ciutove
Stepanivka (în ucraineană Степанівка) este un sat în așezarea urbană Artemivka din raionul Ciutove, regiunea Poltava, Ucraina.

## Demografie
Componența lingvistică a localității Stepanivka
     Ucraineană (99,19%)
     Alte limbi (0,8%)
Conform recensământului din 2001, majoritatea populației localității Stepanivka era vorbitoare de ucraineană (99,19%), existând în minoritate și vorbitori de alte limbi.